# Zuidradiaal
De Zuidradiaal is een HOV-busbaan in Utrecht, die loopt van het Centraal Station via Papendorp naar station Vleuten. Deze radiaal verbindt onder meer twee stations, een kantorenpark en drie grote winkelcentra (waaronder Hoog Catharijne en het winkelcentrum van Kanaleneiland) met elkaar. De busbaan is een volledig vrije baan, behalve de laatste paar honderd meter bij station Vleuten. Er is geen lijn die hem in zijn geheel rijdt. De bussen naar Harmelen (van Syntus Utrecht) rijden er voor het grootste deel over: vanaf het Centraal Station tot en met de halte Veldhuizen, niet ver van de westrand van De Meern. Lijn 29 komt vanuit het Utrecht Science Park via het station Utrecht Vaartsche Rijn en voegt bij de Koningin Wilhelminalaan in de wijk Transwijk in op de busbaan en volgt de busbaan dan ook tot en met Veldhuizen. Over het stuk dat gezamenlijk met de Noordradiaal loopt rijdt U-link 28 van de Noordradiaal hem tot aan het einde. De Zuidradiaal maakt deel uit van het Utrechts HOV-netwerk.

## Traject
De gemeente Utrecht deelt de route van de Zuidradiaal op in een aantal deeltrajecten. Het eerste deeltraject is geopend in 2003 en 3 november 2020 is het laatste deeltraject geopend. Op de Prins Clausbrug in 2003 na, is vooral vanaf 2009 gebouwd aan de Zuidradiaal. Voor 2009 werd vooral gebouwd aan de Noordradiaal, of aan de gemeenschappelijke deeltrajecten van de Noord- en Zuidradiaal. Sinds 9 december 2012 rijden de bussen naar Harmelen via Papendorp waarbij de Zuidradiaal (waar opgeleverd) ook voor langere doorgaande diensten wordt gebruikt. Daarvoor gebruikten de bussen naar Harmelen de Zuidradiaal alleen op het grondgebied van De Meern. De bussen uit Papendorp reden tot december 2012 niet verder dan de halte De Meern Oost waar overgestapt moest worden.

### Traject Stationsgebied
De buslijnen over de Zuidradiaal starten op het busstation Utrecht Centraal Jaarbeurszijde waarvan het eerste deel is geopend op 14 december 2015. De bussen rijden eerst onder de Moreelsebrug door, en rijden dan langs het spoor aan de achterzijde van het bestuurscentrum van de Rabobank en dan over de Valeriusbaan die 8 december 2013 is geopend. De Valeriusbaan ligt tussen de gebouwen van de Rabobank in, bussen rijden daardoor onder twee traversen van de Rabobank door (de derde onderdoorgang betreft alleen een luifel). De Valeriusbaan sluit aan op de Van Zijstweg. De HOV-banen van het stationsgebied worden ook door andere buslijnen gebruikt. (De Zuidradiaal zou aanvankelijk vanaf het busstation Centrumzijde via de Leidseveertunnel onder de treinsporen door lopen en vervolgens naar de Croeselaan gaan, maar de Croeselaan is door het project CU2030 niet meer doorgaand toegankelijk voor gemotoriseerd verkeer).

### Traject Dichterswijk/Transwijk
Op de Van Zijstweg en de Doctor M.A. Tellegenlaan rijdt de bus sinds 3 november 2020 over een eigen baan, de busbaan Dichterswijk (niet te verwarren met de Dichtersbaan, een busbaan ten oosten van deze wijk). Daarna loopt die over in de busbaan Transwijk oostelijk langs de Overste Den Oudenlaan inclusief een eigen bustunnel die diagonaal onder het Anne Frankplein doorgaat. Vervolgens gaat de baan midden over de Koningin Wilhelminalaan richting het 5 Meiplein, waar de bussen via een tunnel de baan van de Utrechtse sneltram kruisen (niet ver van halte Winkelcentrum Kanaleneiland). Dit traject was op 5 juli 2019 officieel geopend en sinds 8 juli 2019 in gebruik voor lijndiensten.

### Traject Kanaleneiland
Het eerste deel van het traject is de westelijke in- en uitrit van de bustunnel onder de sneltrambaan, gevolgd door een kruispunt. Het andere deel is de oprit naar de Prins Clausbrug naar Papendorp. De busbaan loopt langs het (winkel)centrum van Kanaleneiland, op de grens tussen Kanaleneiland-noord en -zuid. De busbaan bevindt in het midden van de weg. De Prins Clausbrug is gebouwd met eigen rijstroken voor bussen (de middelste) en het overige wegverkeer. Vanaf 2 juni 2003 werd deze brug gebruikt door bussen van Utrecht naar Papendorp (en v.v.). Tijdens de afwerkfase en/of nawerkfase waren niet alle rijstroken van de brug in gebruik. Op 25 juni dat jaar is de brug officieel geopend.

### Traject Papendorp
In het verlengde van de brug in Papendorp ligt het Taatsenplein. Hier is een halte dat als HOV-knooppunt fungeert (door Papendorp loopt ook een busbaan richting Nieuwegein). Het is op 16 oktober 2014 officieel geopend. De busbaan gaat verder door Papendorp over de Orteliuslaan. In juni 2010 lagen daar nog twee (door een brede middenberm) gescheiden rijbanen voor het wegverkeer. Daarna is in die middenberm een busbaan aangelegd die begin mei 2011, of eerder, in gebruik is genomen. Vervolgens gaat de busbaan over de A2 via het Marinus van Tyrusviaduct (projectnaam, en de vroegere werknaam was het Taatseviaduct): een tweedelig viaduct in een V-vorm met een tak voor het wegverkeer en een eigen viaduct voor de bussen. Vanaf 13 december 2009 maakte lijn 24 gebruik van de in dat jaar geopende zuidelijke tak van het viaduct (die voor gewoon wegverkeer is gebouwd). Hiermee werd door het GVU een verbinding verzorgd tussen Utrecht en De Meern Oost via Papendorp. Eind 2010 is de noordelijke tak van het viaduct opgeleverd en opengesteld die voor het busverkeer is gebouwd en daardoor konden bussen op de definitieve route gaan rijden. (De straatnaam van het HOV-viaduct is "Orteliusviaduct" omdat de oprit van het viaduct aansluit op de Orteliuslaan, de straatnaam van de andere tak is "Marinus van Tyrusviaduct" omdat de oprit van dat viaduct aansluit op de Marinus van Tyruslaan.)

### Traject Rijnvliet
Na de A2 overgestoken te zijn volgt nog een viaduct waarbij een tijdelijk niet in gebruik zijnde weg en een brede sloot worden gepasseerd. De lijn gaat hierna Rijnvliet in en komt aan het einde van de buurt langs de recreatieplas Strijkviertel. Op dit traject was voorheen geen doorgaande openbare weg. Sinds 12 juli 2014 is de busbaan opengesteld. Doorgaande buslijnen over de Zuidradiaal hoefden niet meer over de C.H. Letschertweg en het Strijkviertel om te rijden. Dit traject is op 16 oktober 2014 samen met het Taatsenplein (zie Traject Papendorp) officieel geopend.

### Traject Oudenrijn
De lijn kruist het Strijkviertel en loopt verder langs Oudenrijn. Dit gedeelte is tussen eind 2008 en medio mei 2009 in gebruik genomen.

### Haltegebied Oudenrijn
Na het (onderlangs) kruisen van de Oudenrijnseweg komt de lijn bij de halte de Meern Oost samen met de Noordradiaal en loopt gezamenlijk naar het station Vleuten. De halte heeft ook een overstapfunctie omdat meerdere buslijnen hier eindigen. De busbanen in dit gebied zijn tussen begin 2009 en mei 2009 in gebruik genomen. De halte De Meern Oost is tussen mei 2009 en oktober 2009 in gebruik genomen (in augustus, of eerder, waren de HOV-abri's gereed). Op 13 december 2009 werd het busknooppunt, inclusief chauffeursverblijf, volledig in gebruik genomen en werd het een officieel begin- en eindpunt van een aantal buslijnen die gebruik gingen maken van de keerlus.

### Traject Rijksstraatweg
De lijn loopt verder over de Rijksstraatweg. De straat is in 2008 omgebouwd tot, en ingericht als, busbaan maar werd tot in 2010 ook gebruikt door het overige wegverkeer.

### Traject Veldhuizen
De lijn loopt verder door Veldhuizen. In april 2005 was de busbaan nog niet in gebruik, maar vanaf juni of eerder dat jaar was de busbaan opengesteld en werd in augustus, of eerder, al door bussen naar en van Harmelen gebruikt. Op 12 september 2005 is dit stuk officieel in gebruik genomen voor de bussen naar Harmelen. Vanaf 14 december 2008 slaan de bussen naar Harmelen na de Halte Veldhuizen van de busbaan af om via de Heldammersingel naar Harmelen te rijden (en v.v.). Om dat mogelijk te maken is toen een korte (gelijkvloerse) afslag aangelegd.

### Traject Vleuterweide
Na een brug over de Leidse Rijn loopt de lijn verder door het centrum van Vleuterweide en zo naar station Vleuten. Dit deel was 14 december 2008 gebruiksklaar als HOV-baan. Bij de bushalte Vleuterweide Centrum zit een winkelcentrum. Vanwege klachten van onder meer omwonenden is na onderzoek de busbaan in 2019 op enkele plaatsen aangepast om de verkeersveiligheid te verhogen. De busbaan is bij station Vleuten al in 2016 vanwege de verkeersveiligheid omgebouwd tot een gewone weg, maar het busstation bij station Vleuten is verder niet toegankelijk voor auto's.

## Trivia
De busbaan is in Kanaleneiland, Transwijk en de Dichterwijk, rood. In het stationsgebied en vanaf de oprit van de Prins Clausbrug tot en met het eindpunt is deze (asfalt-)zwart of (beton-)grijs.

## Voetnoten
1. ↑  https://www.utrecht.nl/wonen-en-leven/verkeer/openbaar-vervoer/busbaan-dichterswijk/
2. ↑  https://www.utrecht.nl/wonen-en-leven/verkeer/openbaar-vervoer/busbaan-transwijk/
3. ↑  https://archive.today/20120530190312/http://www.utrecht.nl/smartsite.dws?id=118051
4. ↑  AllesoverUtrecht.nl, Noodmaatregelen voor buslijnen Leidsche Rijn , 15 december 2008
5. ↑  https://web.archive.org/web/20191218185307/https://wiki.ovinnederland.nl/wiki/Wijzigingen_concessie_Stadsvervoer_Utrecht_2009
6. ↑   https://www.cobouw.nl/bouwbreed/nieuws/2003/07/utrecht-past-zwart-asfalt-toe-in-busbaan-101235890